# الاصوال (إب)

تعديل مصدري - تعديل

الاصوال محلة تابعة لقرية الربيض، التابعة لعزلة بني مدسم بمديرية إب إحدى مديريات محافظة إب في الجمهورية اليمنية.، بلغ تعداد سكانها 67 حسب تعداد اليمن لعام 2004.